# Sobralia tamboana
Sobralia tamboana är en orkidéart som beskrevs av Dodson. Sobralia tamboana ingår i släktet Sobralia och familjen orkidéer. Inga underarter finns listade i Catalogue of Life.